# Puhs Heffaklump Halloween
Puhs Heffaklump Halloween (engelska: Pooh's Heffalump Halloween Movie), är en animerad film från 2005 i regi av Elliot M. Bour och Saul Andrew Blinkoff.

## Handling
Heffaklumpen ska för första gången fira halloween och Ru vill att det ska bli den bästa Halloweenen någonsin. Oturligt nog råkar Puh av misstag äta upp allt halloweengodiset själv. Efter att ha fått höra om den mystiska och farliga Trollonten av Tiger bestämmer sig Ru och Heffa för att försöka fånga den, det sägs nämligen att om man lyckas fånga Trollonten så får man önska sig vad som helst, nytt godis för halloweenfirandet till exempel.

## Svenska röster
- Nalle Puh - Guy de la Berg
- Nasse - Michael Blomqvist
- Kanin - Charlie Elvegård
- Tiger - Rolf Lydahl
- Ior - Bengt Skogholt
- Ru - Linus Hallström
- Kängu - Ayla Kabaca
- Heffa - Filip Hallqvist
- Sorken - Hans Lindgren
- Berättaren - Ingemar Carlehed

## Om filmen
Filmen släpptes i USA och Kanada den 13 september 2005 och kom direkt som videouppföljaren till "Puhs film om Heffaklumpen" (2005) som hade biopremiär 11 februari. Det här var den sista gången som John Fiedler gjorde Nasses röst innan han avled i cancer den 25 juni samma år.

### Fotnoter
1. ↑  ”Puhs Heffaklump Halloween”. Disneyania. 19 mars 2005. http://www.d-zine.se/filmer/heffaklumphalloween.htm. Läst 20 augusti 2016.